# Qanat
Un qanat est un ouvrage hydraulique destiné à la captation d'une nappe d'eau souterraine et à l'adduction d'eau vers l'extérieur. Il se compose d'un ensemble de puits verticaux (accès, aération) reliés à une galerie de drainage légèrement en pente, qui achemine l'eau vers des citernes ou une exsurgence. Pour les populations de régions arides ou semi-arides, un qanat constitue une source d'eau constante et régulière quelle que soit la saison. Il permet en particulier l'irrigation des cultures agricoles.

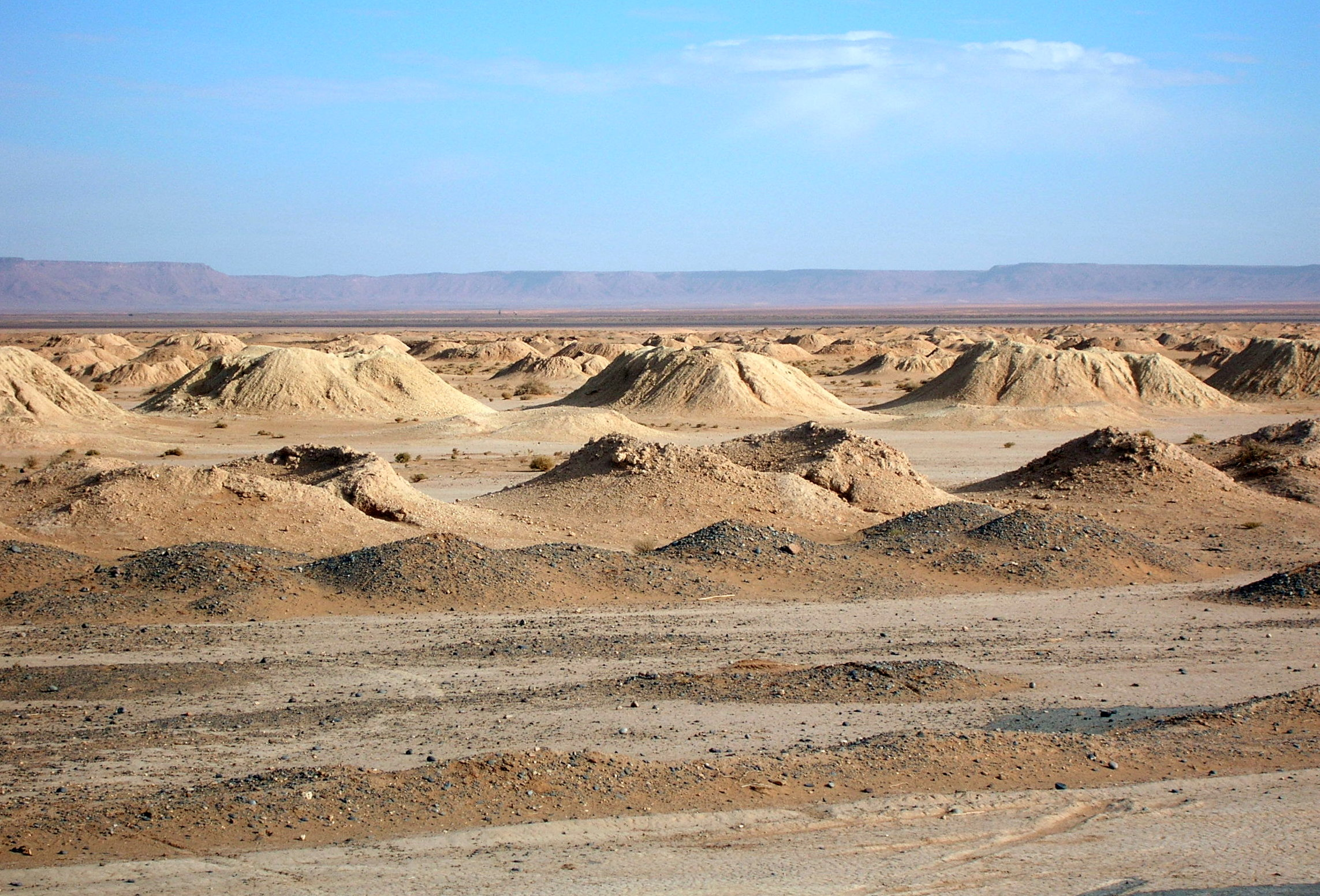
Alignement de puits de visite d'un qanat près d'Arfoud (Maroc).

La technique du qanat est probablement apparue en Perse vers le début du Ier millénaire avant notre ère, avant de se diffuser lentement vers l'est et l'ouest. On trouve ainsi de nombreux qanats en Afrique du Nord (Maroc, Algérie, Libye), au Moyen-Orient (Iran), et plus à l'est en Asie centrale, depuis l'Afghanistan et l'Inde jusqu'à la Chine (Turkestan chinois). Historiquement, la majorité des populations d'Iran et d'autres régions arides d'Asie ou d'Afrique du Nord dépendaient de l'eau fournie par les qanats. Les espaces de peuplement correspondaient ainsi aux lieux où l'aménagement des qanats était possible.

## Étymologie et autres termes
Le mot « qanat » a pour origine l'akkadien qanu qui signifie « roseau », qui donna l'araméen qana. Ce terme a été repris ultérieurement dans des langues sémitiques et non sémitiques, comme le grec ancien (κάννα), le latin (canna) et l'arabe (قناة qanat). Il est à l'origine du mot canal. Il semble curieusement absent de l'ancienne langue persane, mais il est en revanche plus courant dans la langue persane moderne, قنات. La variante latine cannalis signifie « qui a la forme d'un roseau » et a aussi le sens de « tuyau, galerie ».
Il existe divers termes pour désigner les galeries drainantes selon les régions : khettara ou kheltara au Maroc, foggara (pluriel feggagir) ou fughara en Algérie et au Sahara (de l'arabe fakara, creuser la terre), kriga ou ngoula (ngula) en Tunisie, taphet au Moyen-Orient, kārīz (du persan كاهریز ou kārēz كاريز) en Iran, Afghanistan, au Pakistan et en Asie Centrale ; kahan (du persan کهن) ou kahriz/kəhriz en Azerbaijan et au Baloutchistan, galeria en Espagne, falaj aux Émirats Arabes et en Oman. Il existe d'autres termes utilisés en Asie et en Afrique du Nord, tels que kakuriz, chin-avulz et mayun. En tamahaq, efeli (plur. ifelan), en kabyle et mozabite targa (plur. targat), chegga au Hodna pour les petites foggaras, falağ (plur. aflağ) à Oman.

## Description technique

Schéma de principe d'un qanat.

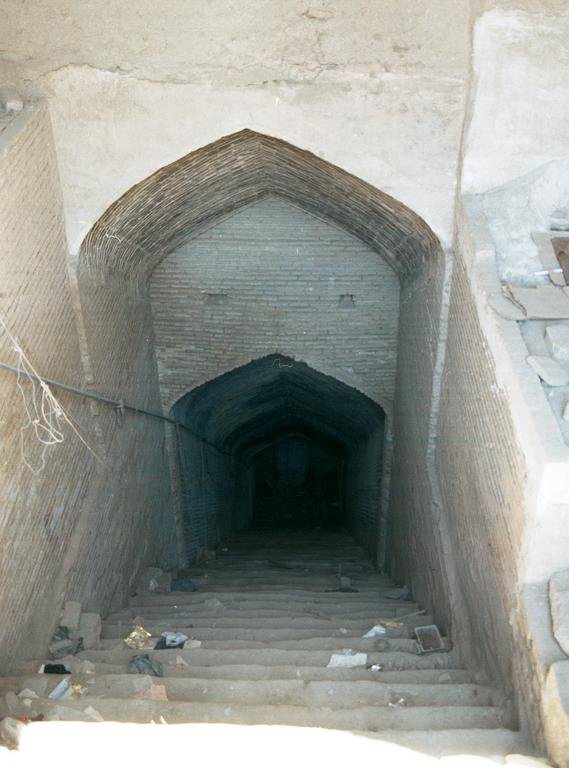
Escalier menant à un qanat à Kashan.

L'historien Henri Goblot décrit le « qanat » comme « une technique de caractère minier qui consiste à exploiter des nappes d'eau souterraines au moyen de galeries drainantes ». Le terme est utilisé par les scientifiques francophones pour désigner ce type d'ouvrage en général, sans référence à une région géographique particulière.
Les qanats constituent l'une des avancées techniques les plus importantes de l'histoire de l'irrigation en Iran. Les premiers qanats auraient été creusés dans le nord-ouest du plateau iranien vers la fin du Ier millénaire av. J.-C., à partir de techniques minières. D'après Henri Goblot, les mineurs de charbon auraient développé ce système de canaux pour extraire l'eau des mines.
Le qanat, qui est une sorte d'aqueduc souterrain, s'est ensuite répandu sur le plateau iranien, puis encore plus loin, au temps des Achéménides, permettant de créer de nouvelles zones habitables.
Malgré des différences de caractéristiques (longueur, profondeur, type de sol creusé…) que l'on peut trouver entre les qanats, ils mesurent typiquement plus de 500 m de long. Le "puits mère" où commence un qanat est souvent profond de plus de 10 m. Le plus long et le plus ancien qanat connu au monde mesure 71 km (à Zarach (en) en Iran), et le puits mère le plus profond mesure plus de 300 m (à Gonabad). Les régions de Yazd, de Kerman et de Gonabad sont connues pour leur dépendance à un système extensif de qanats.
L'écoulement souterrain évite deux problèmes : l'évaporation et le développement de formes organiques. Les qanats n'ayant pas besoin d'entretien, au XIXe siècle leur caractère artificiel avait été oublié. L'eau qui en sortait était considérée comme venant d'une source naturelle, ce qui paraissait impossible aux géologues. On fit alors des recherches qui établirent leur caractère artificiel.

## Applications

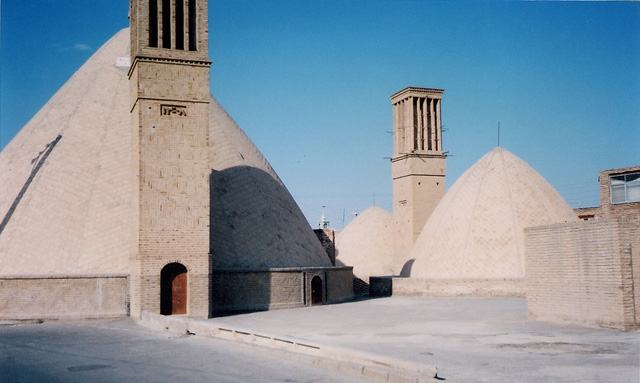
Ab anbar, citerne reliée à un qanat dans le désert iranien.

- Ab anbar (réservoir d'eau)
- Irrigation
- Refroidissement
- Stockage de glace

## Construction et maintenance
A la différence des barrages sassanides, qui mobilisaient de nombreux ouvriers durant des périodes courtes pour leur construction et leur entretien, le creusement des qanats nécessitait peu de main d'œuvre, mais sur un temps long. Trois personnes suffisaient : une qui creusait et étayait la galerie, une autre qui envoyait la terre excavée dans un sac, et une troisième qui vidait le sac à la surface. Le travail progressait de quelques mètres par jour.
La technique de construction les qanats est très différente de celle des barrages. Elle demande bien moins d'organisation politique et de planification. La construction et la maintenance d'un qanat sont plus adaptées à l'environnement des hauts plateaux. Les marchands et les propriétaires terriens se regroupaient pour financer la construction des qanats.

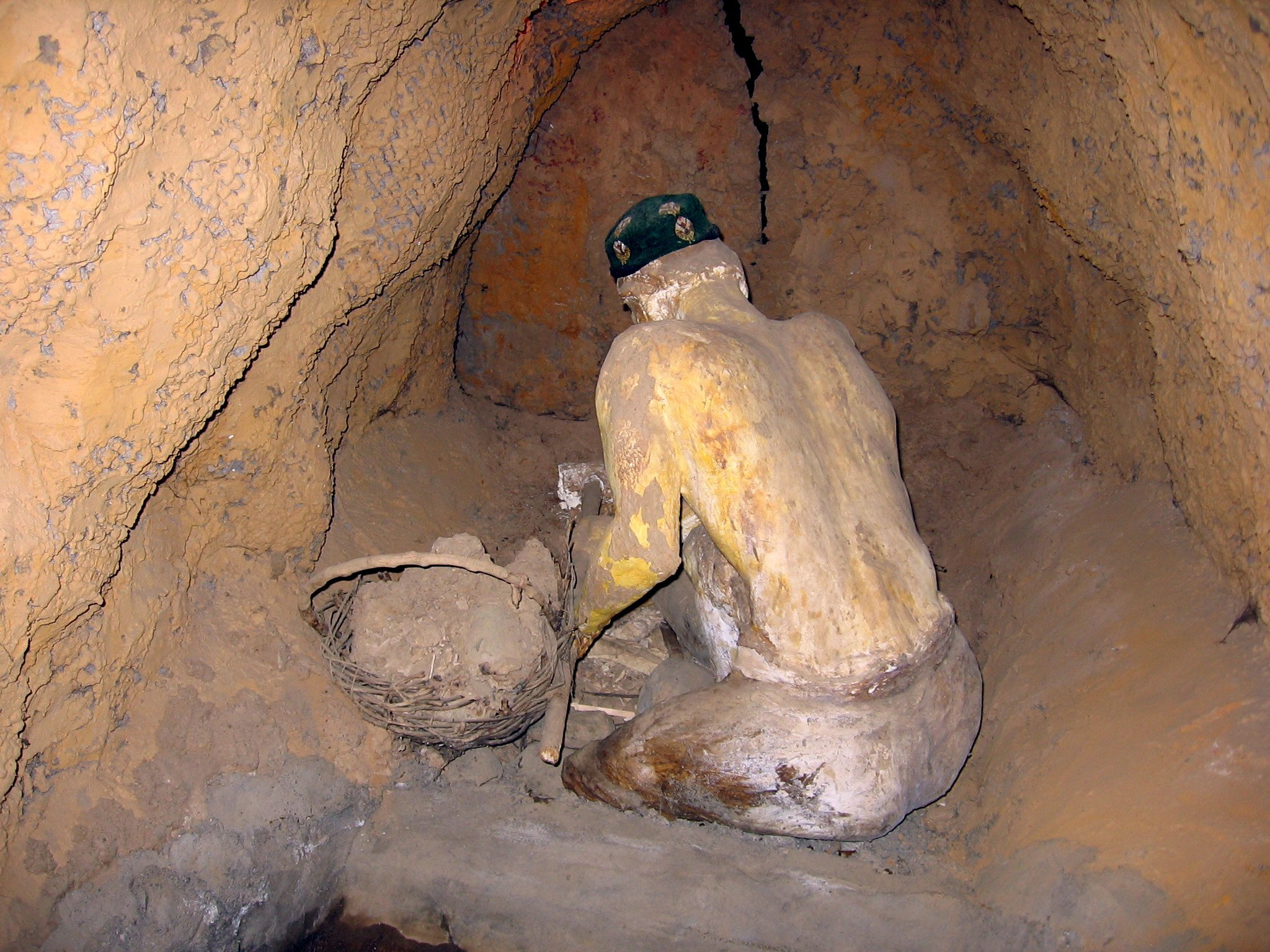
Creusement de la galerie.
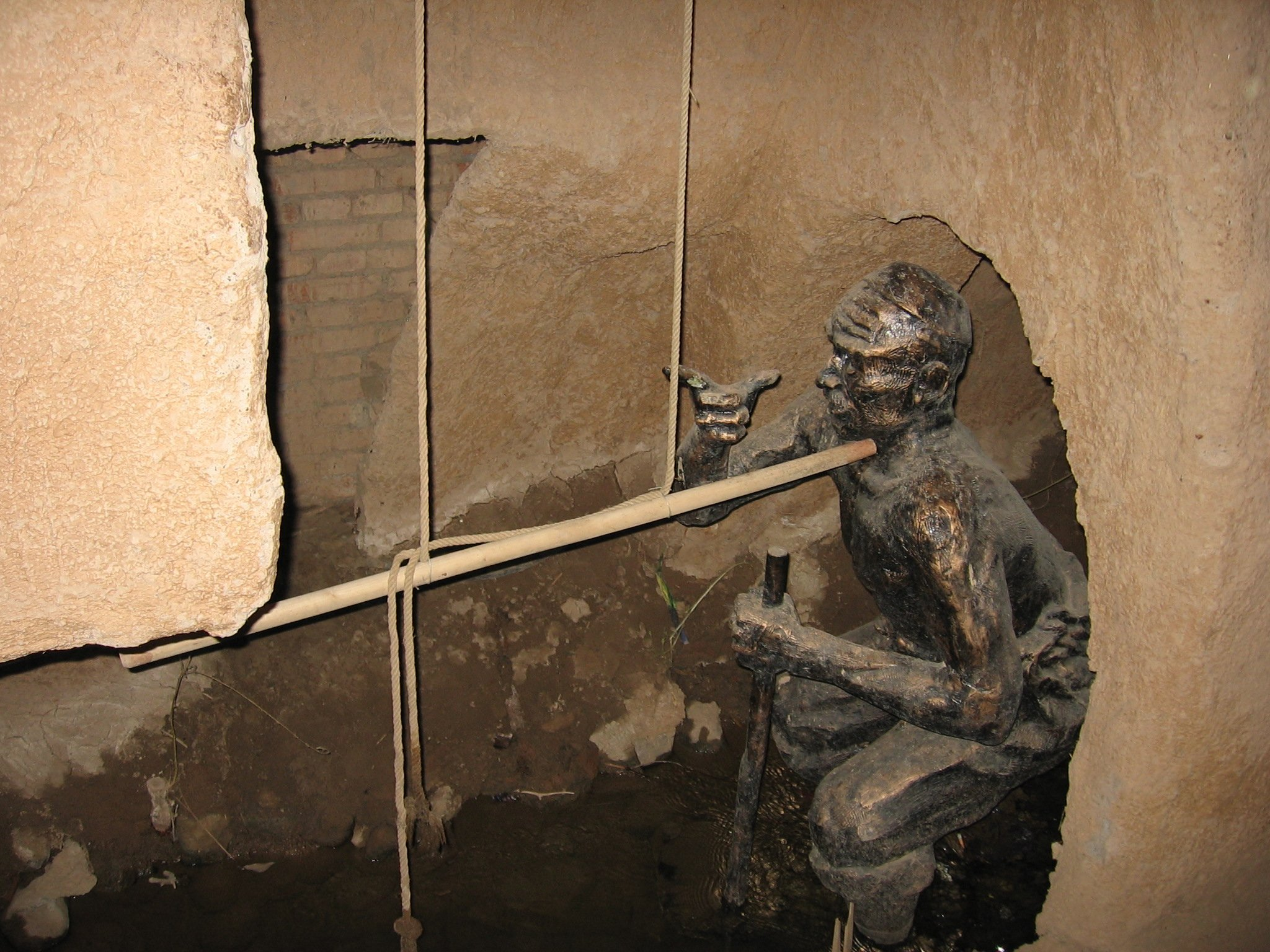
Outil de repérage dans la galerie.
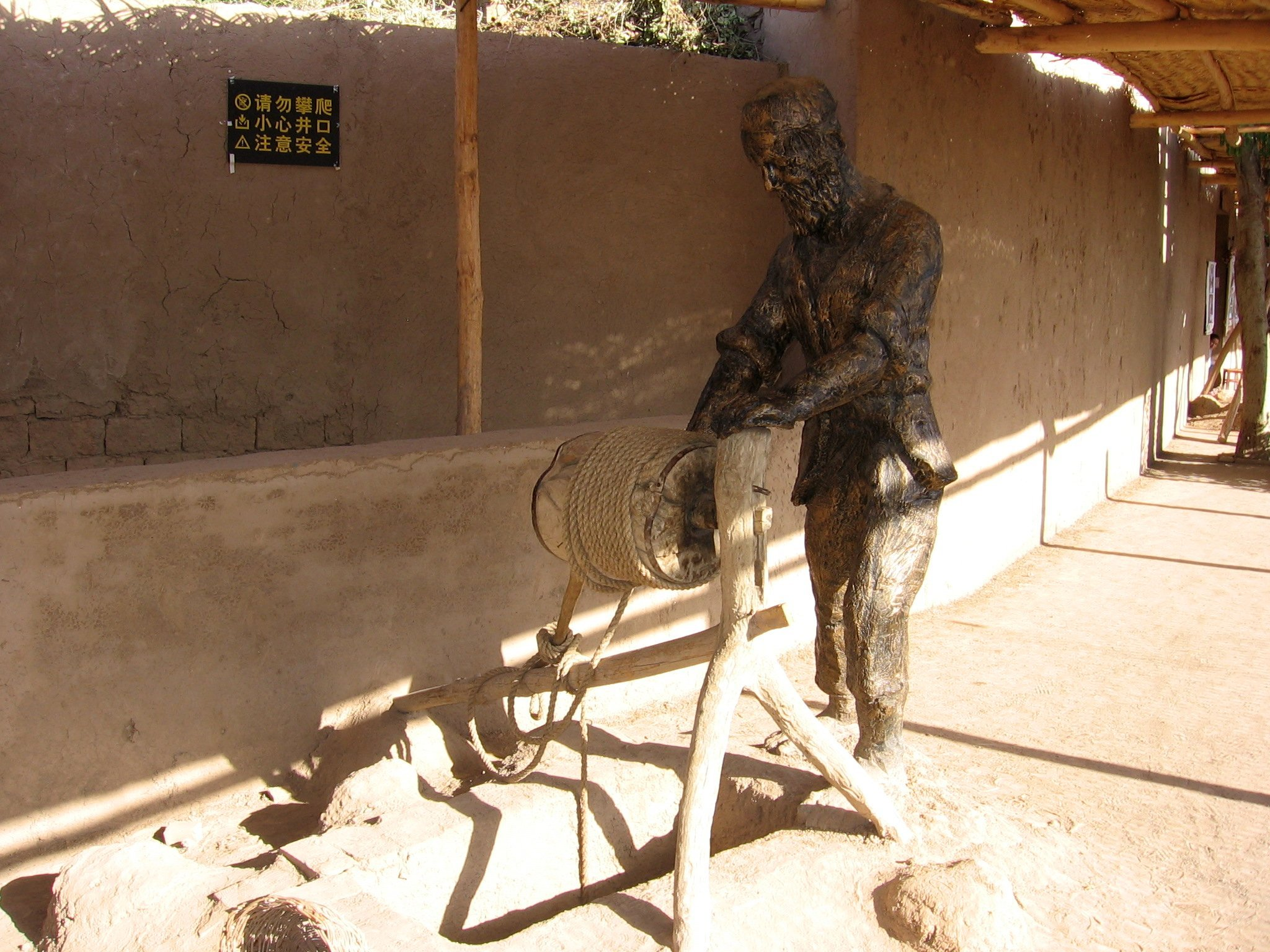
Treuil servant à hisser l'ouvrier et à extraire les déblais.
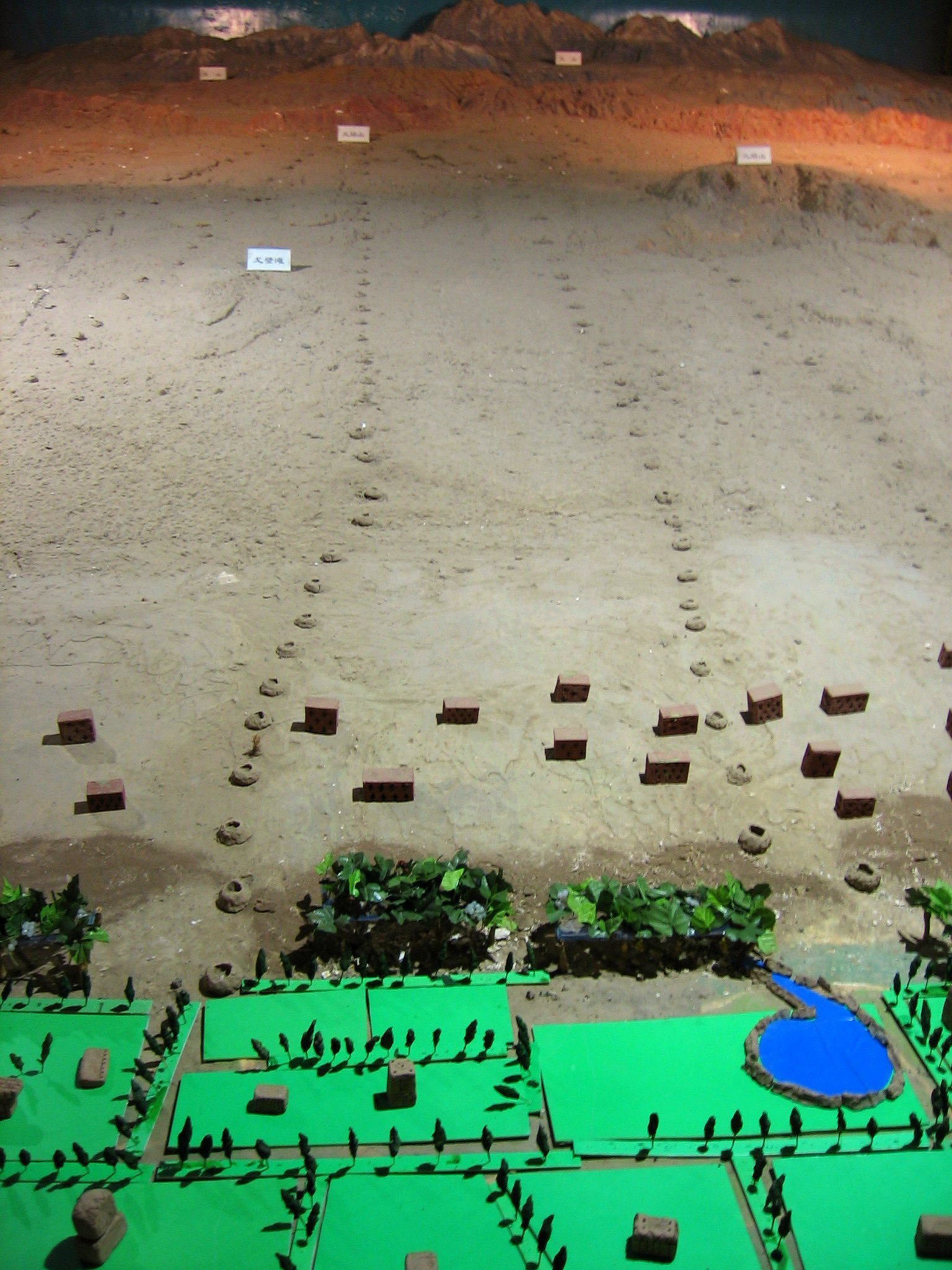
Maquette montrant des alignements de puits de plusieurs qanats.

## Qanats dans le monde

### Asie

#### Chine
Canaux de Keraz dans la localité de Tourfan, ville-oasis située dans la région autonome ouighoure du Xinjiang.

#### Iran
Le qanat de Zarch, le plus long d'Iran, mesure 71 km et comporte 2 115 puits de visite verticaux. C'est également le plus ancien, puisqu'il est daté de 3 000 ans. On a recensé à ce jour 33 000 qanats opérationnels en Iran.
Les qanats sont mentionnés dans les Histoires (livre X-28) de l'historien grec Polybe, écrites au IIe siècle avant notre ère. Y sont décrits les réseaux souterrains de puits et de galeries construits par les Perses pour amener l'eau jusque dans les déserts.
Les marchands ou les propriétaires terriens s'associaient localement pour financer la construction des qanats. L'unification politique n'a donc pas été facilitée par ce procédé. Quand les parts d'un qanat sont disproportionnées, des problèmes apparaissent quant à leur maintenance, et ces difficultés ont servi d'arguments contre la réforme agraire des années 1960.
Au milieu du XXe siècle, on estimait à environ 50 000 le nombre de qanats utilisés en Iran. Le système a l'avantage de résister aux désastres naturels (tremblements de terre, inondations…) et humains (destructions en temps de guerre), et d'être peu sensible aux niveaux des précipitations. Un qanat délivre typiquement un débit de 8 000 m3 par 24 heures.

### Afrique

#### Égypte
Au VIe siècle av. J.-C., un qanat a été creusé à Ayn Manawir, dans l'oasis d'Al-Kharga, pour irriguer des champs et des vignes. Son aménagement remontant à l'occupation perse, on a supposé que la technique avait été importée par ces conquérants en Égypte. Cette hypothèse n'est cependant pas confirmée et il se peut que le qanat soit une invention indépendante des habitants de l'oasis.

#### Maghreb
Au Maghreb, l'occupation humaine de régions arides a dépendu historiquement de techniques traditionnelles de captation et de gestion des eaux. 
L'abandon du système d'irrigation traditionnel par les autorités coloniales, puis par les élites maghrébines qui ont pris le pouvoir après l’indépendance et sont restées marquées par la technologie colonialiste et son mépris pour les techniques traditionnelles avec une volonté de s'en débarrasser pour construire du moderne, a eu pour résultat un appauvrissement de l'agriculture et une forte immigration due à l’impossibilité de survivre par l’agriculture. 

##### Algérie

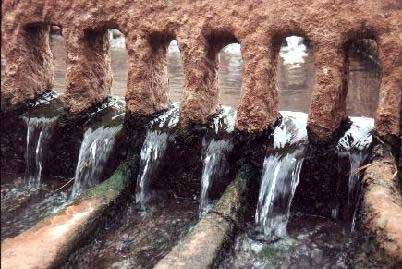
Peigne (kesria) de répartition.

Nommé foggara en Algérie, ce type d'irrigation donne aux oasis du Gourara leur spécificité. La tradition veut qu'il soit venu de l'Iran actuel, peut-être au XIe siècle.
Par contre, les historiens du monde Ibadites  signalent que la pratique de l'irrigation à l'aide de système des fougaras à Gourara est tellement ancienne que nul n'en sait l'origine[source insuffisante].
Il consiste à créer des « sources » artificielles en creusant des galeries en pente très faible qui vont atteindre la nappe. L'eau suinte le long des parois et alimente un ruisseau permanent.
Ces galeries sont marquées en surface par des regards pour l'entretien. Un survol de la région montre l'ampleur du réseau ainsi créé : on estime à des milliers de kilomètres l'ensemble des foggaras du Gourara et du Touat.
Leur creusement fut un travail colossal qui n'aurait pu se faire sans la participation de nombreux esclaves. Le problème actuel est l'entretien des foggaras, qui risquent de s'effondrer ou de s'ensabler. C'est l'enjeu de la période actuelle : Pourra-t-on redonner aux jardins l'eau dont ils ont besoin ?
Pour répartir l'eau issue de la foggara, les oasiens du Gourara ont mis au point un système aussi efficace qu'esthétique : les peignes (kesria). Un spécialiste, le kiel el ma, mesure le débit qui passe entre chaque dent et refait l'opération chaque fois que la foggara est recreusée ou entretenue, ou quand un propriétaire terrien achète le droit à l'eau d'un autre.
L'eau circule ensuite dans des canaux, les seguias, qui l'emmènent jusqu'au bassin, le majen, où elle s'accumule jusqu'à ce que le cultivateur irrigue ses cultures.
Il existe trois sources possibles pour l’eau d'irrigation :
- La nappe phréatique : l’eau qui coule doucement sous l’erg, dans les anciens cours de rivières vient de l’Atlas saharien. L’eau est à quelques mètres de profondeur seulement et on peut creuser des puits. C’est le cas pour les oasis du Taghouzi.

- La nappe des foggaras : plus profonde que la précédente, elle se rapproche de la surface dans le plateau du Tadmaït, ce qui permet de l'atteindre en creusant des galeries horizontales, les foggaras.

- La nappe albienne : très profonde (plusieurs centaines de mètres), immense (elle recouvre tout le Sahara central jusqu'en Libye), elle semble inépuisable. Elle est donc utilisée pour des projets importants d’irrigation (comme près d’Adrar).

Les savoirs et savoir-faire des mesureurs d'eau des foggaras ou aiguadiers du Touat-Tidikelt sont inscrits sur la liste du patrimoine immatériel nécessitant une sauvegarde urgente le 28 novembre 2018.

##### Maroc
Le dispositif est connu au Maroc sous le nom de khettara. Il s'est particulièrement développé dans la région de Marrakech (le Haouz) ainsi que dans les oasis pré-sahariennes, tout particulièrement dans le Tafilalet et l'oasis de Skoura.

##### Tunisie
Les foggaras sont présentes en Tunisie. On retrouve des foggaras dans les régions pourvues de sources d'eau importantes du Sud tunisien.
Dans certains villages du Nord-ouest de la Tunisie, des procédés anciens de récupération de l’eau ont été remis au goût du jour.
En Tunisie, l’hydrologue Echchabat (XIIe siècle) recourait pratiquement aux logarithmes pour effectuer la distribution de l’eau dans les oasis. Dans le cas des foggaras, la question de la propriété de l’eau variait d’une région à l’autre, mais le principe restait le même. Dans certaines régions, comme l’Atlas marocain, on observait une dissociation entre la propriété du sol et celle de l’eau : on pouvait ainsi hériter d’une terre sans sa part d’eau, tout comme on pouvait hériter d’une part d’eau sans la terre ; on pouvait aussi louer son eau mais non sa terre, etc.

#### Libye
Conquête, raids, commerce caravanier et riche agriculture irriguée : les foggaras ont donné aux Garamantes de l'Antiquité, population du Sahara libyen localisés dans la Garamantie, les ressources pour construire une civilisation urbaine dans le désert.
Les ingénieurs garamantes, inspirés par les méthodes d'irrigation développées en Perse et en Égypte, ont creusé de longs canaux souterrains - les foggaras - pour capter l'eau emprisonnée dans l'aquifère à la base de l'escarpement et la conduire dans la vallée, où elle coulait en continu dans l'oasis et en a fait un jardin d'Eden. Les canaux étaient généralement très étroits - moins de 2 pieds de large et 5 de haut - mais certains mesuraient plusieurs kilomètres de long, et au total quelque 600 foggaras s'étendaient sur des centaines de kilomètres sous terre. Les canaux ont été creusés et entretenus à l'aide d'une série de puits verticaux régulièrement espacés, un tous les 30 pieds environ, 100 000 au total, d'une profondeur moyenne de 30 pieds, mais atteignant parfois 130 pieds.
Souvent coupé à travers le sable, le gravier et l'argile, mais parfois à travers la roche, la construction et l'entretien de ce vaste système ont dû consommer un grand nombre d'esclaves - travaillant dans la chaleur torride du Sahara près de la surface, ou dans l'obscurité et le danger du passages étroits profondément souterrains. Grâce à leur travail, les Garamantes ont cultivé le désert et se sont régalés de dattes, de raisins, d'olives, de figues, de sorgho, de millet, d'orge et de blé cultivés localement, complétés par des morceaux de bœuf, d'agneau et de porc élevés localement.
L'emprise des rois garamantes sur le pouvoir a peut-être glissé et l'approvisionnement en esclaves pour entretenir le système d'irrigation s'est épuisé. Ou peut-être que les aquifères se sont asséchés. Certes, ils sont secs maintenant. On estime qu'en six siècles, les Garamantes ont extrait 30 milliards de gallons d'eau - une « eau fossile » non renouvelable - et la nappe phréatique a dû baisser progressivement jusqu'à, peut-être, tomber en dessous du niveau des foggaras et les laisser aussi secs comme le désert.

### Europe

#### Espagne
Il existe en Espagne, et notamment à Madrid, de nombreux ouvrages apparentés aux qanat, nommés les "voyages d'eau". Les voyages d'eau dans le Madrid historique datent de l'époque musulmane.

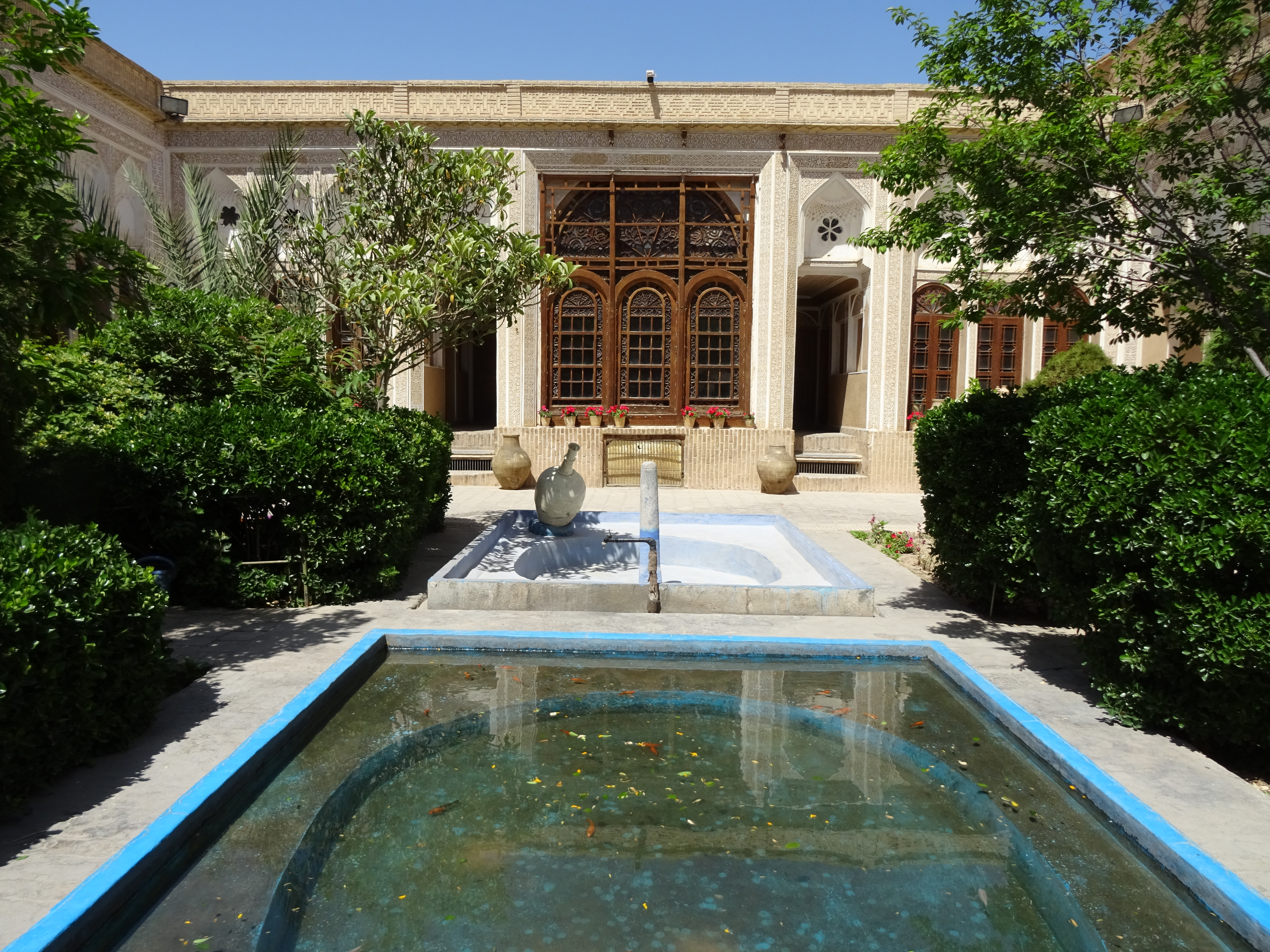
Le Musée de l'eau de Yazd, dans une maison ancienne avec cour

#### France
- Étang de Montady

#### Italie
La technique et le nom de qanat ont aussi été utilisés en Sicile, exclusivement à Palerme, sans doute sous l'influence de l'occupation mauresque[réf. nécessaire].

## Musées
Le Musée de l'eau de Yazd, au centre de l'Iran, fondé en 2000, est dédié en grande partie à l'exposé du système des qanat.
Le Musée Aman ou Musée Mohamed VI pour la civilisation de l'eau détaille entre autres, le patrimoine hydraulique rural traditionnel marocain dont les khettara.

## Dans la fiction
- Dans le film d'animation Sahara (2017), les serpents Ajar et Gary trouvent un puits menant à une foggara. Ils décident d'y descendre dans un seau pour atteindre la ville voisine et aller sauver leurs amis Eva et Pitt.